# Изложба „Млади 1974—1975” (1976)
Изложба „Млади 1974—1975” се одржала у периоду од 16. до 28. јануара 1976. године, у Уметничком павиљону „Цвијета Зузорић”.

## Управни одбор
Управни одбор су чинили:
- Раденко Мишевић, председник
- Александар Пајванчић, секретар
- Ото Лого
- Миодраг Нагорни
- Ђорђе Росић
- Богољуб Теофановић
- Иван Цветко

## Одбор за поставку изложбе
Одбор за поставку изложбе су чинили:
- Ратко Вулановић
- Марио Ђиковић
- Добри Стојановић

## Излагачи
1. Љиљана Блажеска
2. Милан Блануша
3. Љиљана Бурсаћ
4. Јоана Вулановић
5. Ратко Вулановић
6. Боривој Дедић
7. Драгиша Добрић
8. Марио Ђиковић
9. Шемса Гавранкапетановић
10. Зоран Јовановић Добротин
11. Родољуб Карановић
12. Никола Клисић
13. Илија Костов
14. Милена Крсмановић
15. Милан Маринковић Циле
16. Бранка Марић
17. Слободанка Матић
18. Владан Мицић
19. Мирјана Мојсић
20. Душан Оташевић
21. Весна Радосављевић
22. Јован Ракиџић
23. Кемал Рамујкић
24. Владимир Рашић
25. Страхиња Станковић
26. Добри Стојановић
27. Милорад Тепавац
28. Ђорђије Црнчевић